# Inglês de Bermudas
"Inglês de Bermudas" refere-se ao inglês falado na ilha de Bermudas.
Em Bermudas, além do inglês são falados idiomas como : francês, português e espanhol e isso ajudou a moldar o sotaque e o aspecto informal da língua.

## História
O dialeto local chamado “Inglês de Bermudas” começou a ser moldado no século XVII e por causa disso tem características do inglês elizabetano.
Tem um sotaque difícil de assimilar pois não há muitas características do inglês caribenho, inglês britânico e americano, apesar de muitos habitantes serem descendentes desses povos.
É tecnicamente classificado como o inglês falado nos Estados Unidos, nos estados da Virgínia e da Carolina do Sul.Porém em algumas partes da ilha há um sotaque próximo ao caribenho.
Os bermudense alternam  entre letras semelhantes.
Os mais fáceis de perceber são “v” e “w”, característica do inglês falado em partes do sul da Inglaterra, assim como em Bahamas e São Vicente.Um exemplo é “wonderful wine“ é pronunciado como “vunderful vine”
Exemplos: 
Everyone - arryone
Effort - affert
Expect - ax-pact
Never - nawer
Ten - tan
Outras substituições comuns é o “th” pronunciado como “f”.

## Gírias
Gírias são palavras que são usadas em contextos informais, e todo país anglófono tem suas gírias próprias.

Wopnin - É uma abreviação da frase em inglês “What’s happening?”, que traduzido fica “O que está acontecendo?”.
Jet - É usada quando alguém sai rapidamente.
Session - festa, celebrar, bebida.